# Шамірам (село)
Шамірам (вірм. Շամիրամ) — село в марзі Арагацотн, на заході Вірменії. Село розташвоане за 26 км на захід від міста Аштарака, за 4 км на південний схід від села Аруч, за 7 км на південний захід від села Кош та 6 км на північний схід від села Нор Аманос.